# Björn Waldegård

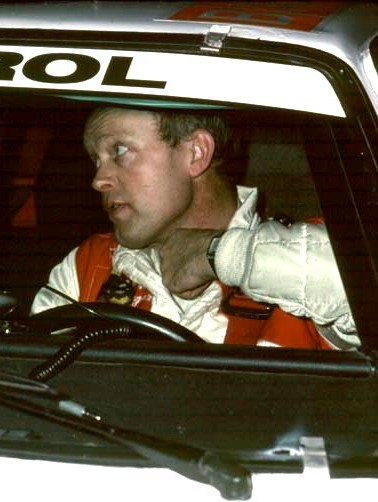
Björn Waldegård (1984)

Björn Waldegård (ur. 12 listopada 1943 w Solnie, zm. 29 sierpnia 2014 w Rimbo) – szwedzki kierowca rajdowy.
Starty w rajdach samochodowych rozpoczął w 1962 r. W latach 1968–1970 trzykrotnie zwyciężył w Rajdach Szwecji, jadąc samochodem Porsche 911 T. Również w tym rajdzie odniósł w 1975 r. swoje pierwsze zwycięstwo w eliminacjach rajdowych mistrzostw świata (jadąc Lancią Stratos HF). Do 1990 r. na podium rajdów WRC stanął łącznie 35 razy, w tym 16 razy na najwyższym podium. Ostatnie rajdowe zwycięstwo odniósł w 1992 roku, triumfując w jednej z niższych klas Rajdu Safari.
Największy sukces w rajdowej karierze odniósł w roku 1979, zdobywając tytuł mistrza świata (w sezonie tym jeździł Fordem Escortem RS1800 i Mercedesem 450). W następnym roku w końcowej klasyfikacji zajął miejsce III, a w 1986 – IV.

## Zwycięstwa w rajdach WRC
| Lp. | Rajd                              | Rok  | Pilot            | Samochód              |
| --- | --------------------------------- | ---- | ---------------- | --------------------- |
| 1   | 25. Rajd Szwecji                  | 1975 | Hans Thorszelius | Lancia Stratos HF     |
| 2   | 17. Rajd Sanremo                  | 1975 | Hans Thorszelius | Lancia Stratos HF     |
| 3   | 18. Rajd Sanremo                  | 1976 | Hans Thorszelius | Lancia Stratos HF     |
| 4   | 25. Rajd Safari                   | 1977 | Hans Thorszelius | Ford Escort RS1800    |
| 5   | 24. Rajd Grecji                   | 1977 | Hans Thorszelius | Ford Escort RS1800    |
| 6   | 26. Rajd Lombard RAC              | 1977 | Hans Thorszelius | Ford Escort RS1800    |
| 7   | 28. Rajd Szwecji                  | 1978 | Hans Thorszelius | Ford Escort RS1800    |
| 8   | 26. Rajd Grecji                   | 1979 | Hans Thorszelius | Ford Escort RS1800    |
| 9   | 7ème Critérium Molson du Québec   | 1979 | Hans Thorszelius | Ford Escort RS1800    |
| 10  | 12. Rajd Wybrzeża Kości Słoniowej | 1980 | Hans Thorszelius | Mercedes 500 SLC      |
| 11  | 12. Rajd Nowej Zelandii           | 1982 | Hans Thorszelius | Toyota Celica 2000GT  |
| 12  | 15. Rajd Wybrzeża Kości Słoniowej | 1983 | Hans Thorszelius | Toyota Celica TCT     |
| 13  | 32. Rajd Safari                   | 1984 | Hans Thorszelius | Toyota Celica TCT     |
| 14  | 34. Rajd Safari                   | 1986 | Fred Gallagher   | Toyota Celica TCT     |
| 15  | 18. Rajd Wybrzeża Kości Słoniowej | 1986 | Fred Gallagher   | Toyota Celica TCT     |
| 16  | 38. Rajd Safari                   | 1990 | Fred Gallagher   | Toyota Celica GT-Four |